# الحمرا (غنم)
الحمرا هي سلالة غنم جزائرية تنتشر بغرب البلاد، هذه السلالة مهددة بسبب قامتها غير المفضلة بالمقارنة مع السلالة البيضاء (أولاد جلال). يزن الخروف عند الولادة 2.5 كغ وفي سن 5 أشهر يبلغ وزنه 25 كغ.

## وصلات خارجية
- سلالة الحمرا في خطر بحث لحميدة عياشي بالفرنسية
- الجوانب التنظيمية والفنية لبرنامج دراسة جينية لسلالة الغنم الحمراء في المنطقة الغربية (الجزائر) بالفرنسية